# Tynnyrisaari (ö i Mellersta Österbotten)
Tynnyrisaari är en ö i Finland. Den ligger i sjön Ullavanjärvi och i kommunen Karleby i den ekonomiska regionen  Karleby  och landskapet Mellersta Österbotten, i den centrala delen av landet, 400 km norr om huvudstaden Helsingfors. Öns area är 2,2 hektar och dess största längd är 220 meter i nord-sydlig riktning.